# Charles Antrobus
Sir Charles James Antrobus (14 maggio 1933 – 3 giugno 2002) è stato un politico sanvincentino, Governatore generale di Saint Vincent e Grenadine dal 1º giugno 1996 al 3 giugno 2002.

## Biografia
Lavoratore e manager presso la Cable & Wireless, nel 1972 fu decorato con l'Ordine dell'Impero Britannico.
Dopo aver ricoperto incarichi governativi su nomina del Primo ministro James Fitz-Allen Mitchell, Antrobus fu nominato Governatore generale di Saint Vincent e Grenadine nel 1996, succedendo a David Jack, morto in carica. Dopo una breve malattia, morì in Canada il 3 giugno 2002; gli succedette Monica Dacon, a titolo temporaneo, e poi Frederick Ballantyne.

## Vita privata
Massone, fu Maestro della Loggia di St. George.
Era sposato con Gloria Antrobus.